# Jonas Martin
Jonas Martin (* 9. April 1990 in Besançon) ist ein französischer Fußballspieler, der bei Stade Brest in der Ligue 1 unter Vertrag steht.

## Karriere

### Verein
Martin begann seine fußballerische Karriere 1997 bei der US Rigny, wo er drei Jahre lang spielte. Anschließend wechselte er in die Jugend von Olympique Nîmes. Nach weiteren vier Jahren dort unterschrieb er in der Jugendakademie des HSC Montpellier. Im Sommer 2010 vor der anstehenden Saison unterschrieb er einen Profivertrag über drei Jahre bei Montpellier. Am siebten Spieltag der Saison 2010/11 debütierte er nach Einwechslung gegen den AC Arles-Avignon bei einem 3:1-Sieg in der Ligue 1 für die Profimannschaft. Bei seinem erst dritten Profieinsatz Anfang Februar 2011 (22. Spieltag) schoss er bei der 1:2-Niederlage gegen die AS Saint-Étienne sein erstes Tor. Insgesamt spielte er 2010/11 fünfmal, wobei er diesen einen Treffer erzielte. Für die gesamte Spielzeit 2011/12 wurde er an den Zweitligisten SC Amiens verliehen. Dort spielte er insgesamt 28 Mal in den beiden Pokalwettbewerben und der Liga, wobei er dreimal traf. Ende November 2012 debütierte er gegen den FC Arsenal bei einer 0:2-Niederlage in der Champions League auf internationalem Boden. Im Rest der Spielzeit spielte er jedoch nur 16 Mal in der Ligue 1 und es blieb bei dem einen Champions-League-Einsatz. In der darauf folgenden Saison 2013/14 bestritt er dann 20 Ligaspiele und zwei Spiele in den Pokalen. Zur Saison 2014/15 wurde er Stammkraft im Mittelfeld Montpelliers und stand in 30 Spielen auf dem Platz, wobei er einmal traf. Die Spielzeit 2015/16 beendete er mit 36 Einsätzen, vier Toren und drei Vorlagen in der französischen Meisterschaft.
Anschließend wechselte er für 2,6 Millionen Euro nach Spanien in die Primera División zu Betis Sevilla. In der LaLiga-Saison 2016/17 traf er dort zweimal in 20 Ligaeinsätzen und zwei Pokalspielen.
Nach nur einer Saison im Ausland, kehrte Martin im Sommer 2017 für anderthalb Millionen Euro wieder zurück in die Ligue 1 zu Racing Straßburg. Auch dort war er absolut gesetzt und spielte 2017/18 36 Ligapartien, in denen er viermal treffen konnte. In der Saison 2018/19 kam er dort jedoch nur noch zu 26 Einsätzen in allen Wettbewerben und erneut vier Toren. Zudem gewann er mit einem Tor in drei Spielen mit seiner Mannschaft den Ligapokal.
Nach drei weiteren Einsätzen und der verlorenen Europa-League-Qualifikation gegen Eintracht Frankfurt wechselte Martin für vier Millionen Euro zum Ligakonkurrenten Stade Rennes. Dort spielte er jedoch nur in drei von 24 möglichen Ligaspielen, da er lange aufgrund einer Oberschenkelverletzung ausfiel. In der Saison 2020/21 bestritt er dann zwölf Ligaspiele, ein Champions-League-Spiel und eines im Pokal. 2021/22 war er jedoch gesetzt, spielte wettbewerbsübergreifend 35 Mal, wobei er ein Tor schoss und kam mit Rennes ins Achtelfinale der Conference League.
Im Sommer 2022 schloss er sich ablösefrei jedoch erneut einem Ligakonkurrenten an und wechselte zum OSC Lille.
Nach einem Jahr in Lille zog er im Sommer 2023 weiter zu Stade Brest.

### Nationalmannschaft
Im Jahr 2009 kam Martin zu einem Einsatz für die französische U19-Nationalmannschaft.

## Erfolge
Racing Straßburg
- Französischer Ligapokalsieger: 2019